# Genuas ärkestift

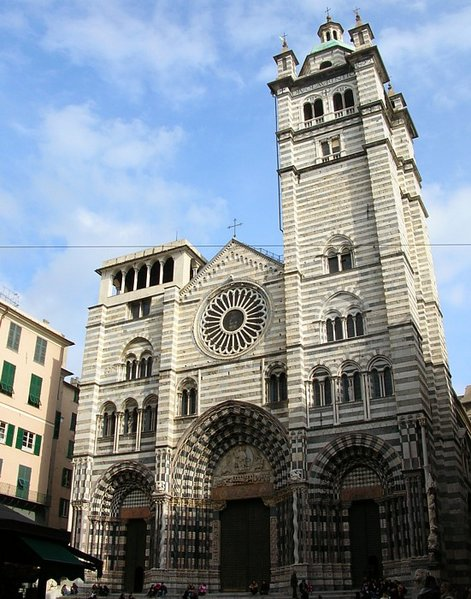
Domkyrkan i Genua

Genuas ärkestift är ett ärkestift i Italien, grundat på 200-talet. Det blev ärkestift år 1133. Den nuvarande ärkebiskopen heter Marco Tasca.